# Reichsministerium für Bewaffnung und Munition
Das Reichsministerium für Bewaffnung und Munition (RMfBuM) im Kabinett Hitler, ab 2. September 1943 Reichsministerium für Rüstung und Kriegsproduktion, war ein am 17. März 1940 eingerichtetes Ministerium des Deutschen Reiches, dessen Aufgabe die Versorgung der Wehrmacht mit Waffen und Munition war. Es hatte etwa 500 Mitarbeiter und befand sich im früheren Palais Wrangel am Pariser Platz 3.

## Fritz Todt
Nachdem die deutsche Rüstungsindustrie bei der „Zerschlagung der Rest-Tschechei“ und dem Überfall auf Polen mit dem Bedarf der Wehrmacht an Waffen und Munition kaum mithalten konnte, wurde am 17. März 1940 mit einem Führererlass (vgl. RGBl. I, S. 513) das Reichsministerium für Bewaffnung und Munition gegründet und Fritz Todt als Minister bestellt. Todt sollte die Kriegswirtschaft auf den für die geplanten weiteren Kriegszüge notwendigen Stand bringen.
Seine Organisation Todt arbeitete mit privaten Kontraktfirmen zusammen und hatte allen megalomanen Versuchungen widerstanden, ein großer Baukonzern zu werden. Die Manager in der Industrie schätzten den unprätentiösen Technokraten Todt und sahen ihn als ihresgleichen an.
Die Presseabteilung des Ministeriums publizierte eine Bildwerkreihe mit Abbildungen von aktuellen Werken der bildenden Kunst, u. a. von Paul Burghard.

### Wirtschaftsführungsstab Ost
Federführend für die Ausarbeitung der wehrwirtschaftlichen Planung des Überfalles auf die Sowjetunion war der Wirtschaftsführungsstab Ost (WiFüStab Ost), welcher von den Staatssekretären des Amtes für den Vierjahresplan dominiert wurde. Sein praktisches Ergebnis war die Grüne Mappe.
Am 14. Juli 1941 forderte der WiFüStab Ost beim Oberkommando der Wehrmacht die „baldige Ghettoisierung“ der Juden in den neu besetzten Teilen der Sowjetunion, damit „die zuverlässigen Nicht-Juden zum Zuge kommen“.
Am 28. Juli 1941 besprachen die Mitorganisatoren der NS-Krankenmorde, Viktor Brack und Richard von Hegener, mit dem Chef des Wehrwirtschafts- und Rüstungsamtes des OKW Georg Thomas Möglichkeiten der Unterstützung durch sein Amt bei der Durchführung des Sonderauftrages des Führers.
Am 31. Juli 1941 sprachen Wehrwirtschaftsgeneral Thomas und Hermann Görings Staatssekretär Paul Körner über „Organisationsfragen Russland“. In der anschließenden Sitzung des WiFüStab Ost erklärte Backe erneut, dass für die Versorgung der Stadtbevölkerung der UdSSR „nur ganz geringe Mengen verfügbar“ seien. Göring beauftragte wenig später Reinhard Heydrich, „eine Gesamtlösung der Judenfrage im deutschen Einflussgebiet in Europa“ vorzubereiten.

### Akademisierung der Wehrwirtschaft
Todt wurde über die Bilanzen der Rüstungsbetriebe und der strategischen Produktionsmittel im deutschen Machtbereich informiert und erstattete Hitler Bericht.
Die deutschen wehrwirtschaftlichen Strategien zum Zweiten Weltkrieg waren durch wissenschaftliche Expertise eingehend überprüft. Allein das Kieler Institut für Weltwirtschaft erstellte zu diesen Themen mehr als 1.600 Gutachten. Auch Minister Todt wies Hitler auf das Ungleichgewicht zwischen den überlegenen Volkswirtschaften Großbritanniens und Amerikas und dem deutschen/kontinentaleuropäischen Wirtschaftspotenzial hin; er starb am 8. Februar 1942 bei einem Flugzeugabsturz in der Nähe der Wolfsschanze.

## Albert Speer
Hitler ernannte nach Todts Ableben seinen bisherigen Generalbauinspektor für die Reichshauptstadt, Albert Speer, zum Nachfolger auf dem Ministerposten und sämtlichen Posten von Todt, darunter die Ämter Generalinspektor für das deutsche Straßenwesen, Generalinspektor für Festungsbau und Generalinspektor für Wasser und Energie. Speer war, anders als Todt, nicht mehr von Göring abhängig, sondern galt als Hitlers enger Vertrauter. Mit einem Führerbefehl vom 31. März 1942 wurde Speer ermächtigt, einschneidende Maßnahmen zur Vereinheitlichung der Rüstungswirtschaft anzuordnen. Gleichzeitig wurde durch diesen Führererlass die angebliche Selbstverantwortung der in der deutschen Wirtschaft führenden Männer herausgestellt (die faktisch zunehmend in eine straffe staatliche Planwirtschaft eingebunden wurden) und so auch für das Erhebungswesen eine neue Grundlage geschaffen.
Mit der im April 1942 geschaffenen Zentralen Planung erreichte Speer eine zentrale Steuerung der Wirtschaft nach staatlichen Belangen und konnte dabei auf alle Bereiche der Kriegswirtschaft zurückgreifen (z. B. auf die wichtigen Rohstoffkontingente an Betriebe). Der vom Speer-Ministerium propagandawirksam zusammengestellte (aber nicht immer auf realen Grundlagen beruhende) Rüstungsindex stieg laufend und erreichte im Juli 1944 sein Maximum (1944 = 322 zu 1940 = 100).
Nebenbei wurde dem Rüstungsministerium auch das Maschinelle Berichtswesen (MB) unterstellt. Das MB beruhte als Serviceleistung auf der in den Rüstungsbetrieben großflächig eingeführten Lochkartentechnik. Mit dem MB konnten aus dem Speerministerium die verfügbaren Produktionsmittel zeitnah disponiert und Produktionsentscheidungen getroffen werden. Zu diesen Produktionsmitteln gehörten – was in den zeitgenössischen und späteren Publikationen gern heruntergespielt wurde – Zwangsarbeiter und Konzentrationslager-Häftlinge.
Diese rationale, im polykratischen NS-System ungewöhnliche Weisungsbefugnis über alle wehrwirtschaftlich wesentlichen Bereiche des sozialen Lebens macht im Umkehrschluss Speer auch für den Häftlingseinsatz in Auschwitz verantwortlich. Speer hatte in Einzelbeurteilungen und später pauschal SS-Wirtschaftsbetrieben das Plazet der Kriegswichtigkeit bescheinigt.

## Ausschüsse und Ringe
1942 schuf Speer unter dem Schlagwort „Selbstverantwortung der Industrie“ im Reichsministerium ein System von Ausschüssen und Ringen, die von Industriellen geleitet wurden. Er verkündete: „Die Durchführung umfassender industrieller Aufgaben kann nur von Männern gelenkt werden, die aus der Industrie selbst hervorgegangen sind“. Zum Stand Ende April 1942 wurden die Hauptausschüsse von folgenden Personen geleitet:
- Munition: Edmund Geilenberg
- Panzerwagen: Walter Rohland
- Waffen: Arthur Tix
- Allgemeines Wehrmachtsgerät: Wilhelm Zangen
- Maschinen: Karl Lange
- Kriegsschiffe: Rudolf Blohm
- Schienenfahrzeuge: Gerhard Degenkolb
- Kraftfahrzeuge: Paul Werners
- Flugzeugzellen: Karl Freydag
- Triebwerke: William Werner
- Flugzeugausrüstung: Hans Heyne
- Nachrichtengerät: Friedrich Lüschen

Speer äußerte im Mai 1943 gegenüber Hitler beim Vortrag im Führerhauptquartier, das beim Aufbau seiner Rüstungsorganisation „etwa 3000 Köpfe der Industrie zusammengefasst und von mir mit besonderen diktatorischen Vollmachten ausgestattet“ worden sind.
Die Industriellen wurden mit staatlichen Hoheitsfunktionen ausgestattet, so dass Gustav Luntowski von einer „Verquickung von Staat und Wirtschaft“ im Rüstungsbereich spricht. Dietrich Eichholtz spricht von einer neuen Stufe in der Verschmelzung von Staats- und Monopolmacht im Staatsmonopolistischen Kapitalismus, denn ein Hauptausschuss nahm jetzt gleichzeitig die Aufgaben eines Industriezweigministeriums und eines überdimensionalen Trustes wahr. Für Rolf-Dieter Müller überschätzt die marxistische Interpretation von einer „weiteren Verschmelzung von Staats- und Monopolmacht“ im System Speer die Wirksamkeit und den Charakter der organisatorischen Veränderungen im gleichen Maße wie sie durch die im Werk Die Mächtigen und der Tyrann vertretene apologetische Behauptung, die „Faust der absoluten Diktatur“ habe auf der Industrie gelastet, unterschätzt werden. Nach einem Bericht von Franz Neumann und Paul Sweezy für den amerikanischen Geheimdienst OSS waren die Industriellen mit dem System der Ausschüsse gezwungen Verantwortung für die wirtschaftliche Kriegsführung zu übernehmen, ob sie wollten oder nicht. Nach Werner Abelshauser war es keine „Selbstverwaltung der Industrie“, sondern eine Diktatur, der sechstausend dynamischsten, regimetreuesten und durchsetzungsfähigsten Manager, Techniker und Ingenieure aus der Privatindustrie über die Privatindustrie. Nach Erich Welter waren die Leiter der Ausschüsse und Ringe „im Grunde oft nicht viel anderes als ein Staatskommissar“. Sie blieben jedoch für ihre Unternehmen tätig und wurden von diesen bezahlt.
Auf Grund des am 18. Februar 1943 von Hitler unterzeichneten Erlasses über die Stilllegung unrationell arbeitender Betriebe der Rüstungsindustrie hatten die Ringe und Ausschüsse über den Fortbestand kleiner Betriebe ihrer Branche zu entscheiden. Bei vielen Beobachtern nährte das den Argwohn, dass unter dem Vorwand kriegsbedingter Notwendigkeiten unliebsame Konkurrenten aus dem Weg geschafft werden sollten. Man ging davon aus, dass trotz aller gegenteiligen Versicherungen eine Stilllegung praktisch die Auflösung der Firma bedeutete. Goebbels griff die ganze Stilllegungsaktion in einer Sitzung des Dreimännergremiums am 24. Juni 1943 scharf an: Sie stehe im krassen Widerspruch zum Parteiprogramm, da der Mittelstand als tragende Schicht des Nationalsozialismus nicht geschützt, sondern weitgehend vernichtet worden sei.

## Rüstungsrat
Im April 1942 berief Speer einen Rüstungsrat. Ihm gehörten an:
- Erhard Milch
- Friedrich Fromm
- Emil Leeb
- Carl Witzell
- Georg Thomas
- Hermann Bücher
- Paul Pleiger
- Keßler
- Ernst Poensgen
- Hermann Röchling
- Hellmuth Röhnert
- Albert Vögler
- Wilhelm Zangen
- Hans Malzacher
- Alfried Krupp
- William Werner

Nach Georg Thomas tagte der Rat nie gemeinsam, sondern die Mitglieder wurden einzeln von Speer konsultiert. In einem Brief an Hermann Röchling schrieb Speer, dass Röchling als Mitglied des Rüstungsrates das Recht und die Pflicht habe, ihn auf alle grundsätzlichen Rüstungsbelange aufmerksam zu machen, und dass ihm dazu jeder Besuch und jeder Anruf sofort ermöglicht werde.

## Reichsministerium für Rüstung und Kriegsproduktion
Ab 2. September 1943 fungierte das ehemalige Ministerium für Bewaffnung und Munition – nach der Unterstellung aller Wirtschaftsbereiche – als Reichsministerium für Rüstung und Kriegsproduktion. Ab 16. September 1943 leitete Hans Kehrl das Planungsamt, ab 1. November 1943 das Rohstoffamt im Reichswirtschaftsministerium. Später wurde er Präsident des Rüstungsamtes im Reichsministerium für Rüstung und Kriegsproduktion. Das Reichskuratorium für Wirtschaftlichkeit (RKW), das 1938 mit der Rationalisierung der österreichischen Wirtschaft sowie der Arisierung und Liquidierung jüdischer Betriebe befasst war, wurde im August 1943 faktisch in das Ministerium für Rüstung und Kriegsproduktion übernommen. Sein Leiter Georg Seebauer wurde dort Leiter vom „Produktionsamt für Verbrauchsgüter“.
Unter Speers Regie wurden stetig neue Rekordzahlen bezüglich der Rüstungsproduktion publiziert, die jedoch nicht immer auf realen Zuwächsen beruhten, bzw. die auf Zuwächsen an Produktivität beruhten, der ohne jegliches äußere Zutun automatisch eintrat mit längerer Dauer der Produktion nach der Anlaufphase. Um diese Produktion weiter zu steigern, wurden Millionen von Zwangsarbeitern eingesetzt, die von dem seit 1942 amtierenden Generalbevollmächtigten für den Arbeitseinsatz Fritz Sauckel rekrutiert und in vielen Fällen dem für die Erstellung vieler Fabrik- und Produktionsanlagen verantwortlichen SS-Gruppenführer Dr.-Ing. Hans Kammler zur Verfügung gestellt wurden. Angesichts der zunehmenden alliierten Luftangriffe auf die deutsche Rüstungsindustrie (aber auch auf die Treibstoff-Produktion der Hydrierwerke) setzte das Speer-Ministerium in Absprache mit Hitler und Göring zunehmend auf die Verlagerung von Rüstungsbetrieben untertage. Bei diesen Arbeiten kamen Tausende von Zwangsarbeitern und Konzentrationslagerhäftlinge ums Leben, wie beispielsweise bei der Errichtung der Raketen- und Flugzeugproduktions-Höhlenanlage Dora-Mittelbau.
In einem undatierten öffentlich vertriebenen Druckwerk, Das Erlebnis der Reichsautobahn, das bibliographisch auf 1943 datiert wird, fungiert als Herausgeber Reichsministerium Speer. Diese Bezeichnung für das Ministerium ist ein Zeichen, wie weit die Personalisierung um Speer im Nationalsozialismus fortgeschritten war.